# Cabrillanes
Cabrillanes ist eine Gemeinde (Municipio)  mit 707 Einwohnern (Stand: 2024) im nordwestlichen Zentral-Spanien in der Provinz León in der Autonomen Gemeinschaft Kastilien-León. Die Gemeinde besteht neben dem namensgebenden Hauptort Cabrillanes aus den Ortschaften La Cueta, Huergas de Babia, Lago de Babia, Mena de Babia, Meroy, Las Murias, Peñalba de Cilleros, Piedrafita de Babia, Quintanilla de Babia, La Riera de Babia, San Félix de Arce, Torre de Babia und Vega de Viejos.

## Geografie
Cabrillanes liegt im nördlichen Teil der Provinz León und liegt an den Südhängen des Kantabrischen Gebirges am Río Luna in einer Höhe von 1250 m. Die Stadt León liegt etwa 75 Kilometer südöstlich von Cabrillanes.

## Bevölkerungsentwicklung
| Jahr        | 1900 | 1970 | 1981 | 1991 | 2001 | 2011 | 2021 |
| ----------- | ---- | ---- | ---- | ---- | ---- | ---- | ---- |
| Einwohner   | 1839 | 2073 | 1508 | 1294 | 1092 | 899  | 729  |
| Quelle: INE |      |      |      |      |      |      |      |

## Sehenswürdigkeiten
- Salvatorkirche in Cabrillanes

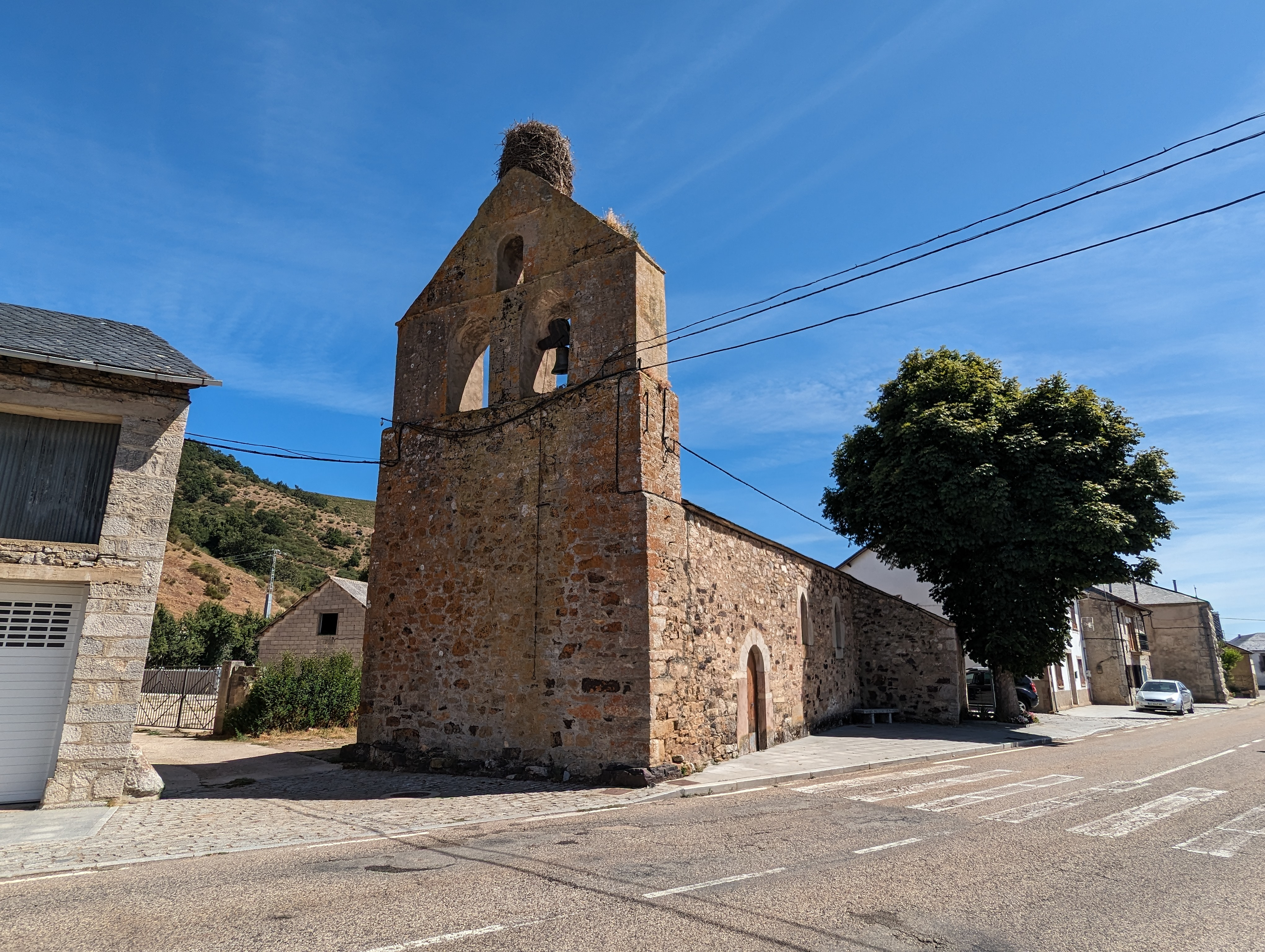
Salvatorkirche
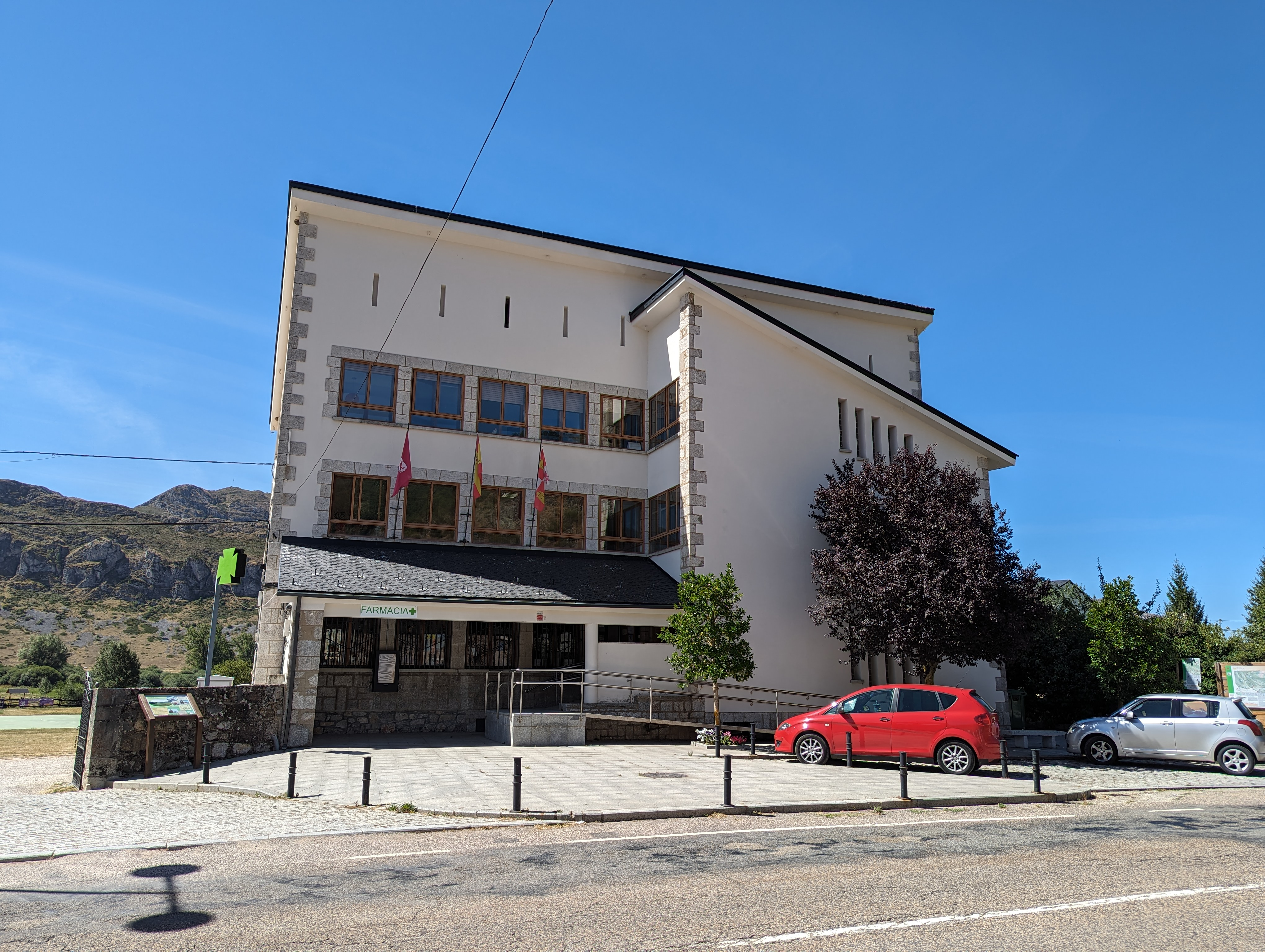
Rathaus